# Dzsenifer Marozsán
Dzsenifer Marozsán, född den 18 april 1992 i Budapest, Ungern, är en tysk fotbollsspelare (mittfältare) som spelar för Lyon.
Hon gjorde debut i landslaget i en match mot Australien den 28 oktober 2010.
Hon var en del av Tysklands trupp i VM i Kanada år 2015. Hon fick speltid i fem av lagets matcher i turneringen och gjorde ett mål i åttondelsfinalen mot Sverige som Tyskland vann med 4-1.